# کاندولیزا رایس
کاندولیزا رایس (به انگلیسی: Condoleezza Rice) (زادهٔ ۱۴ نوامبر ۱۹۵۴)، شصت و ششمین وزیر امورخارجه ایالات متحده آمریکا و دومین وزیر این سمت در کابینهٔ دولت جرج دابلیو بوش بود.
وی مدیر فعلی مؤسسه هوور در دانشگاه استنفورد است. او که یکی از اعضای حزب جمهوری‌خواه بود، قبلاً به عنوان شصت و ششمین وزیر امور خارجه ایالات متحده از سال ۲۰۰۵ تا ۲۰۰۹ و به عنوان نوزدهمین مشاور امنیت ملی ایالات متحده از سال ۲۰۰۱ تا ۲۰۰۵ خدمت کرد. رایس اولین وزیر امور خارجه زن آفریقایی-آمریکایی و اولین زن بود. به عنوان مشاور امنیت ملی خدمت کند. تا قبل از انتخاب باراک اوباما به عنوان رئیس‌جمهور در سال ۲۰۰۸، رایس و سلف او، کالین پاول، بالاترین رتبه آمریکایی‌های آفریقایی‌تبار در تاریخ قوه مجریه فدرال بودند (به موجب مقام چهارم وزیر امور خارجه در صف جانشینی ریاست جمهوری). رایس در زمان انتصاب خود به عنوان وزیر امور خارجه، بالاترین رتبه زنی در تاریخ ایالات متحده بود که در ردیف جانشینی ریاست جمهوری قرار داشت.
رایس در بیرمنگام آلاباما متولد شد و در حالی بزرگ شد که جنوب از نظر نژادی جدا بود. او مدرک لیسانس خود را از دانشگاه دنور و مدرک کارشناسی ارشد خود را در علوم سیاسی از دانشگاه نوتردام دریافت کرد. در سال ۱۹۸۱، او دکترای خود را از دانشکده مطالعات بین‌المللی در دانشگاه دنور دریافت کرد. او در وزارت امور خارجه تحت دولت کارتر کار می‌کرد و در شورای امنیت ملی به عنوان مشاور امور شوروی و اروپای شرقی رئیس‌جمهور جورج اچ دبلیو بوش در خلال انحلال اتحاد جماهیر شوروی و اتحاد مجدد آلمان از سال ۱۹۸۹ تا ۱۹۹۱ در شورای امنیت ملی خدمت کرد. رایس بعداً تحصیلات آکادمیک را دنبال کرد. در ۱۷ دسامبر ۲۰۰۰، او به عنوان مشاور امنیت ملی رئیس‌جمهور جورج دبلیو بوش به دولت بوش پیوست. در دور دوم ریاست جمهوری بوش، او جانشین کالین پاول به عنوان وزیر امور خارجه شد و بدین ترتیب اولین زن آفریقایی-آمریکایی، دومین زن آفریقایی-آمریکایی پس از پاول، و دومین زن پس از مادلین آلبرایت شد که این مقام را بر عهده گرفت.
رایس پس از تأیید وی به عنوان وزیر امور خارجه، پیشگام سیاست دیپلماسی تحول آفرین در جهت گسترش تعداد دولت‌های دموکراتیک مسئول در جهان و به ویژه در خاورمیانه بزرگ بود. این سیاست با چالش‌هایی مواجه شد که حماس اکثریت مردمی را در انتخابات فلسطین به دست آورد و کشورهای با نفوذ از جمله عربستان سعودی و مصر سیستم‌های استبدادی (با حمایت ایالات متحده) را حفظ کردند. در حالی که در این سمت بود، ریاست هیئت مدیره شرکت چالش هزاره را بر عهده داشت. در مارس ۲۰۰۹، رایس به عنوان استاد علوم سیاسی و توماس و باربارا استفنسون عضو ارشد سیاست عمومی در مؤسسه هوور به دانشگاه استنفورد بازگشت. در سپتامبر ۲۰۱۰، او عضو هیئت علمی دانشکده تحصیلات تکمیلی بازرگانی استنفورد و مدیر مرکز جهانی تجارت و اقتصاد آن شد. در ژانویه ۲۰۲۰، اعلام شد که رایس جانشین توماس دبلیو گیلیگان به عنوان مدیر بعدی مؤسسه هوور در ۱ سپتامبر ۲۰۲۰ خواهد شد. او در هیئت مدیره Dropbox و Makena Capital Management, LLC است.

## زندگی شخصی
رایس در برمینگم، آلاباما، تنها فرزند آنجلنا (لقب ری) رایس، معلم علوم، موسیقی و خطابه دبیرستان، و جان وسلی رایس، جونیور، مشاور راهنمایی دبیرستان، وزیر پروتستان، متولد شد. و رئیس دانشجویان کالج استیلمن، کالج تاریخی سیاه پوستان در توسکالوزا، آلاباما. نام او، کاندولیزا، از اصطلاح مرتبط با موسیقی con dolcezza گرفته شده‌است که در ایتالیایی به معنای «با شیرینی» است. رایس ریشه در جنوب آمریکا دارد و به دوران قبل از جنگ داخلی برمی گردد و برخی از اجداد او برای مدتی پس از آزادی به عنوان کشاورز کار می‌کردند. رایس در سریال PBS Finding Your Roots متوجه شد که ۵۱٪ آفریقایی، ۴۰٪ اروپایی و ۹٪ آسیایی یا بومی آمریکایی‌تبار ژنتیکی دارد، در حالی که mtDNA او به مردم Tikar کامرون بازمی‌گردد.
رایس در سن سه سالگی شروع به یادگیری زبان فرانسه، موسیقی، اسکیت و باله کرد. در سن پانزده سالگی، کلاس‌های پیانو را با هدف تبدیل شدن به یک پیانیست کنسرت آغاز کرد.

## زندگیِ سیاسی

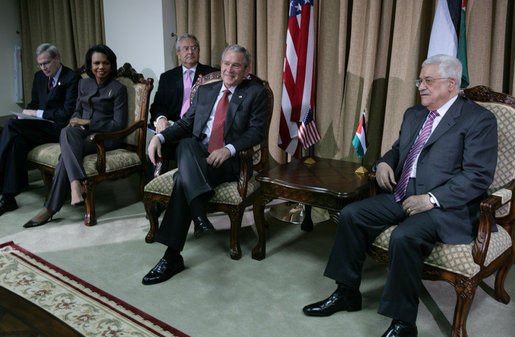
محمود عباس، جرج بوش و رایس در سال ۲۰۰۳ میلادی

رایس نخستین زن سیاه‌پوست، دومین سیاه‌پوست پس از کولین پاول و دومین زن پس از مادلین آلبرایت است که در این سمت فعالیت داشته‌است.
در دورهٔ نخست ریاست جمهوری بوش، رایس مقام مشاور امنیت ملی را داشت ولی پیش از پیوستن به دولت بوش، استاد علوم سیاسی در دانشگاه استنفورد بوده و در آنجا از سال ۱۹۹۳ تا ۱۹۹۹ پرووست بوده‌است. در دورهٔ ریاست جمهوری بوش پدر نیز مشاور روابط با شوروی و اروپای شرقی در انحلال اتحاد جماهیر شوروی و اتحاد آلمان بوده‌است.
به گزارش کمیته اطلاعاتی سنای آمریکا در ۱۷ ژوئیه ۲۰۰۲ رایس مجوز استفاده از غرق مصنوعی را در عراق به سازمان سیا داده بود.

## دیدگاه دربارهٔ سیاستمداران جهان
دیدگاه در مورد ترامپ
کاندولیزا رایس که نخستین بار در زمان جورج بوش پسر مشاور امنیت ملی آمریکا بود و بعد به عنوان وزیر خارجه آمریکا انتخاب شد، برای اولین بار به صورت علنی اذعان کرد که به دونالد ترامپ رای نداده و منتقد او بوده‌است.
وی به این مسئله اشاره کرد که ترامپ توانایی این را دارد که به صورت مستقیم با مردمی ارتباط بگیرد که از روند جهانی شدن و نخبگان نادیده گرفته می‌شوند.
وی ادامه داد: آنچه من را به این مسئله جذب کرد این بود که اول از همه من یک متخصص علوم سیاسی هستم و اینکه یک رهبر پوپولیست وارد عرصه شد که هرگز در کار دولت نبود و این چیزی بود که هیچ‌کدام از ما به این مسئله اصلاً توجه ویژه‌ای نداشتیم.
رایس همچنین گفت که چندین بار با ترامپ دیدار داشت اما هرگز این دیدارها در چارچوب مسائل سیاسی نبود.
رایس همچنین برای نخستین بار اذعان کرد که به مردم گفته که به ترامپ رای نمی‌دهد و ادامه داد: او روی نقطه ضعف مردمی که احساس می‌کردند از روند جهانی شدن کنار گذاشته شده‌اند و از سوی نخبگان به آنها بی اعتنایی شده، دست گذاشت و موفق هم شد. او با گفتن این جمله که «می‌دانید، شما در این انتخابات شرکت می‌کنید و آنها شما را فراموش می‌کنند. آنها دیگر به شما نگاهی نمی‌کنند» قلب مردم را لمس کرد و رای آورد. این چیزی است که ما باید هنوز هم به آن توجه کنیم.

## دیدگاه در مورد عملکردهای آمریکا
وزیر خارجه پیشین آمریکا در یادداشتی از نحوه خروج آمریکا از افغانستان انتقاد کرد و نوشت، اعتبار آمریکا آسیب دیده و زمان آن است که تعهدات خود را در قبال عراق، اوکراین و تایوان افزایش دهیم.

## تحصیلات
وی مدرک کارشناسی خود را در ۱۹ سالگی در رشته علوم سیاسی و در سال ۱۹۷۴ از دانشگاه دنور و زیر نظر ژوزف کوربال، پدر مادلین آلبرایت، دریافت کرده‌است. سپس کارشناسی ارشد خود را در سال ۱۹۷۵ از دانشگاه نوتردام و دکترای خود را در سال ۱۹۸۱، در ۲۶ سالگی از دانشکده مطالعات بین‌الملل دانشگاه دنور دریافت کرده‌است.
رایس در سال ۱۹۹۲ در استنفورد داوطلب شد تا در کمیته جستجو برای جایگزینی رئیس‌جمهور مستعفی دونالد کندی خدمت کند. کمیته در نهایت گرهارد کاسپر، استاد دانشگاه شیکاگو را توصیه کرد. کاسپر در طول این جستجو با رایس ملاقات کرد و چنان تحت تأثیر قرار گرفت که در سال ۱۹۹۳، او را به عنوان استاد دانشگاه استنفورد، رئیس بودجه و افسر آکادمیک دانشگاه در سال ۱۹۹۳ منصوب کرد و همچنین به او منصوب شد و استاد تمام شد. رایس اولین زن، اولین آفریقایی-آمریکایی و جوان‌ترین معلم در تاریخ استنفورد بود. او همچنین به عنوان عضو ارشد مؤسسه مطالعات بین‌الملل، و عضو ارشد (با حسن نیت) مؤسسه هوور انتخاب شد.
گرهارد کاسپر، رئیس سابق استنفورد، گفت که دانشگاه "خوشبخت تر از همه در متقاعد کردن فردی از استعدادهای استثنایی و توانایی اثبات شده پروفسور رایس در شرایط بحرانی برای انجام این وظیفه بود. هر کاری که او انجام داده‌است، او به خوبی انجام داده‌است. من کاملاً اطمینان دارم که او ادامه خواهد داد. کاسپر با اذعان به شخصیت منحصربه‌فرد رایس در سال ۲۰۰۲ به نیویورکر گفت که «از نظر من غیرصادقانه خواهد بود که بگویم زن بودن، سیاه‌پوست بودن او و این واقعیت که او جوان بود در ذهن من نبود.»
رایس به عنوان استاد دانشگاه استنفورد مسئول مدیریت بودجه چند میلیارد دلاری دانشگاه بود. مدرسه در آن زمان ۲۰ میلیون دلار کسری داشت. زمانی که رایس به ریاست جمهوری رسید، قول داد که بودجه طی «دو سال» متعادل شود. کویت بلکر، معاون مؤسسه مطالعات بین‌المللی استنفورد، گفت: «نوعی خرد متعارف وجود داشت که می‌گفت نمی‌توان آن را انجام داد… این [کسری] ساختاری بود، که ما فقط باید با آن زندگی کنیم. " دو سال بعد، رایس اعلام کرد که کسری بودجه حذف شده‌است و دانشگاه دارای رکورد مازاد بیش از ۱۴٫۵ میلیون دلار است.
رایس هنگامی که به‌عنوان محرک، از رویه اعمال اقدامات مثبت برای تصمیم‌گیری‌های مربوط به تصدی منصرف شد و تلاش ناموفقی برای تحکیم مراکز اجتماعی قومی دانشگاه داشت، اعتراض‌ها را برانگیخت.
در طی یک مصاحبه خداحافظی در اوایل دسامبر ۲۰۰۸، رایس نشان داد که به استنفورد و مؤسسه هوور بازخواهد گشت، «در غرب می‌سی‌سی‌پی جایی که من تعلق دارم»، اما فراتر از نوشتن و تدریس، نقش او را مشخص نکرد. برنامه‌های رایس برای بازگشت به دانشگاه در مصاحبه ای با گزارش استنفورد در ژانویه ۲۰۰۹ شرح داده شد. او در ۱ مارس ۲۰۰۹ به عنوان استاد علوم سیاسی و عضو ارشد مؤسسه هوور به استنفورد بازگشت. کاندولیزا رایس در حال حاضر استاد دنینگ در تجارت جهانی و اقتصاد در دانشکده تحصیلات تکمیلی بازرگانی استنفورد است. توماس و باربارا استفنسون، عضو ارشد سیاست عمومی در مؤسسه هوور؛ و استاد علوم سیاسی در دانشگاه استنفورد.

## کتابشناسی
- آلمان متحد و اروپای متحول شده (Germany Unified and Europe Transformed: A Study in Statecraft) (سال ۱۹۹۵)[۸]
- دوران گورباچف (The Gorbachev Era) (سال ۱۹۸۶)[۹]
- وفاداری متزلزل: اتحاد شوروی و ارتش چکسلواکی (The Soviet Union and the Czechoslovak Army: Uncertain Allegiance) (سال ۱۹۸۴)[۱۰]

## بخش خصوصی
- عضو پیشین هیئت مدیره شرکت شورون
- عضو پیشین هیئت مدیره بنیاد فلورا
- عضو پیشین هیئت مدیره شرکت چارلز شواب
- عضو پیشین و عضو مشاوران بینالمللی شرکت جی.پی. مورگان
- عضو پیشین هیئت مدیره بنیاد ترانس آمریکا
- عضو پیشین هیئت مدیره شرکت هیولت پاکارد

## نگارخانه

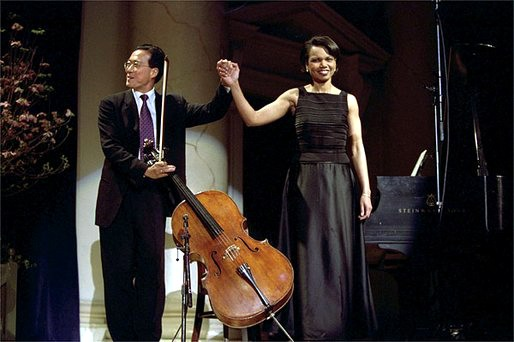
رایس و هنرمند نامی ویولن سل یویوما پس از اجرای مشترک یکی از سوناتهای یوهانس برامس در سال ۲۰۰۲. رایس در این اجرا نوازنده پیانو بود.
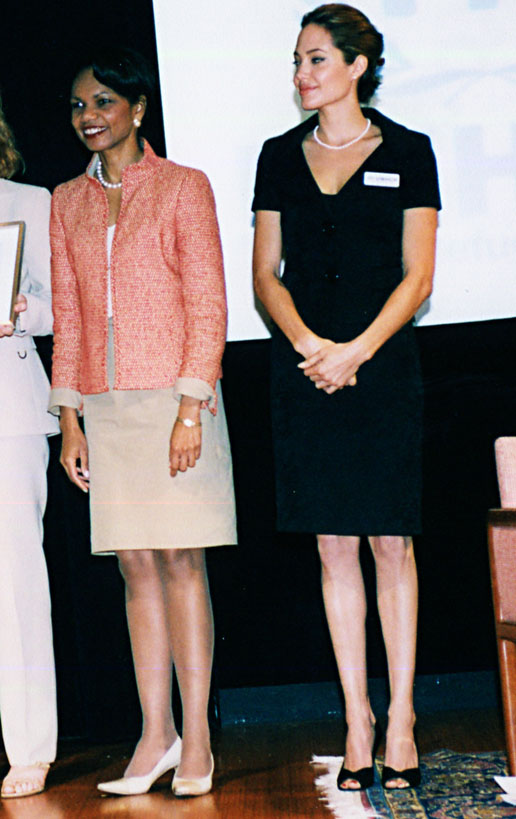
رایس و بازیگر هالیوود، آنجلینا جولی
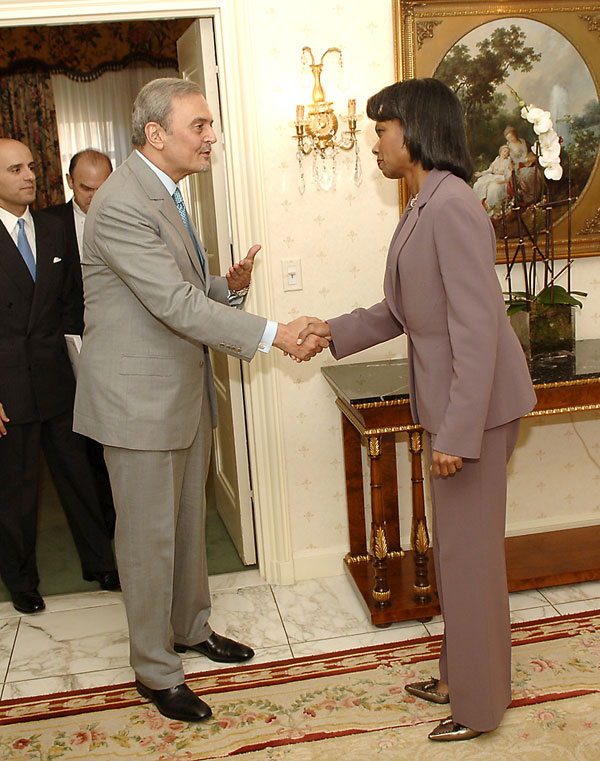
رایس در حال دست دادن با سعود الفیصل
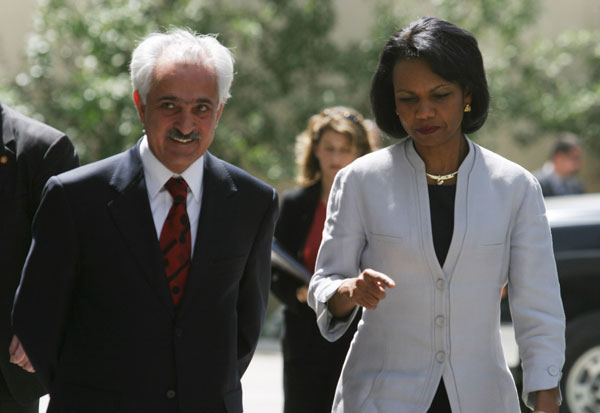
رایس در کنار رنگین دادفر اسپنتا وزیر خارجه افغانستان در کابل
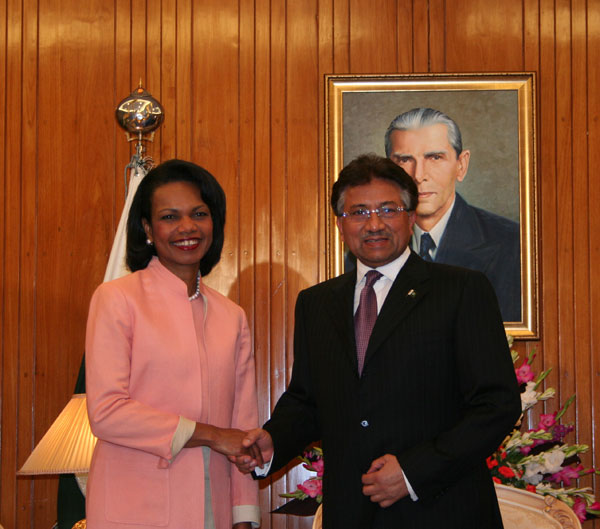
رایس در حال دست دادن با پرویز مشرف